# Forlandsundet
Forlandsundet is een zeestraat van de Noorse eilandengroep Spitsbergen.
De zeestraat is vernoemd naar Prins Karls Forland.

## Geografie
De zeestraat is zuidwest-noordoost georiënteerd en heeft een lengte van ongeveer 88 kilometer.
Ten westen van de zeestraat ligt het eiland Prins Karls Forland en ten oosten het eiland Spitsbergen.
Aan de noordzijde begint direct na de zeestraat het Kongsfjord in oostelijke richting. Aan de oostkust van de zeestraat liggen de baai Engelskbukta en fjord St. Jonsfjorden. Ten zuiden van de zeestraat gaat het fjord Isfjord richting het oosten.